# Rosa del Cardenal de Richelieu

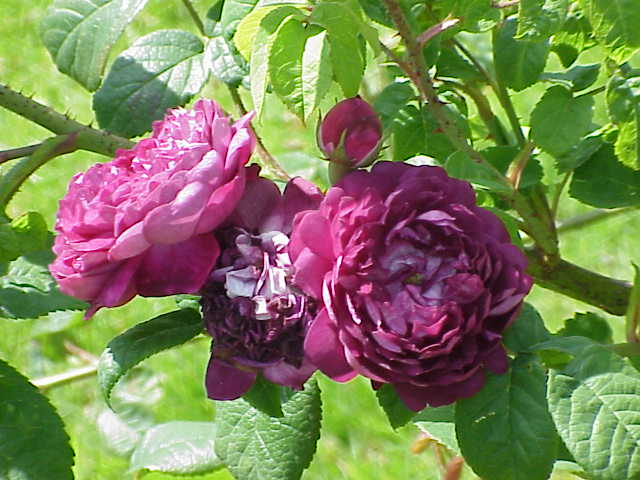
'Rosa del Cardenal de Richelieu'

La 'Rosa del Cardenal de Richelieu' es un rosal cultivado de Rosa gallica 'Officinalis' obtenido en 1840, según algunas fuentes de Parmentier  o según otras de Jean Laffay. Esta es una rosa antigua entre las más famosas gracias a su color púrpura casi morado, extremadamente espectacular. Debe su nombre al famoso cardenal Richelieu (1585-1642), primer ministro de Luis XIII.
Es un hermoso arbusto de 120 cm de alto y 80 cm a 90 cm de ancho, con follaje verde oscuro y ramas casi desarmadas se da en junio y tiene  una profusión de flores llenas en corte con pétalos imbricados de un notable color violeta de 8 cm de media.
- Datos: Q60964399
- Multimedia: Rosa 'Cardinal de Richelieu' / Q60964399